# Niphargobates
Niphargobates é um género de crustáceo da família Niphargidae.
Este género contém as seguintes espécies:
- Niphargobates lefkodemonaki
- Niphargobates orophobata